# توني جونيور
توني جونيور (بالهولندية: Tony Junior)‏ هو ملحن ودي جيه ومنتج أسطوانات هولندي، ولد في 21 أكتوبر 1989 في أوترخت في هولندا.

## وصلات خارجية
- الموقع الرسمي
- توني جونيور على موقع ميوزك برينز (الإنجليزية)
- توني جونيور على موقع ديسكوغز (الإنجليزية)